# کریت (نبراسکا)
کریت(به انگلیسی: Crete) شهری در ایالت نبراسکا کشور ایالات متحده آمریکا است که جمعیت آن در سرشماری سال ۲۰۱۰ میلادی، ۶٬۹۶۰ نفر بوده‌است.